# Sveti Jurij ob Ščavnici
Sveti Jurij ob Ščavnici (em alemão:  St. Georgen an der Stainz) é um município da Eslovênia. A sede do município fica na localidade de mesmo nome.